# 西田実仁
西田 実仁（にしだ まこと、1962年8月27日 - ）は、日本の政治家。公明党所属の参議院議員（4期）、公明党幹事長。
参議院法務委員長、公明党参議院議員会長、公明党選挙対策委員長などを歴任した。

## 経歴
- 慶應義塾高等学校を経て、慶應義塾大学経済学部入学[1]。
- 1986年3月 - 慶應義塾大学経済学部経済学科卒業。大学2年次に中国留学。
- 1986年4月 - 東洋経済新報社入社。会社四季報記者などを経て週刊東洋経済副編集長。
- 2003年6月 - 第20回参議院議員通常選挙比例区予定候補者として公明党から公認。
- 2004年7月 - 第20回参議院議員通常選挙埼玉県選挙区から公明党公認候補として立候補。初当選。
- 2008年2月 - 高野博師の退任を受け、党埼玉県本部代表就任。
- 2009年12月 - 第22回参議院議員通常選挙第1次公明党公認候補決定に際し、同党が埼玉県選挙区から撤退し公認候補者を擁立しないことになったため、比例代表に鞍替え出馬することになった。
- 2010年
  - 2月 - 第22回参議院議員通常選挙比例区から鞍替え出馬の方針を変更。埼玉県選挙区から公認候補として出馬。
  - 7月 - 第22回参議院議員通常選挙において埼玉県選挙区で再選。
- 2011年9月 - 参議院法務委員長に就任。
- 2013年8月 - 党参議院議員団幹事長に就任。
- 2016年7月 - 第24回参議院議員通常選挙において埼玉県選挙区から立候補し3選。
- 2018年10月 - 参議院幹事長と兼任という形で党の税制調査会長に就任[2]。
- 2019年9月 - 参議院会長に就任[3]。
- 2020年10月 - 党選挙対策委員長に就任[4]。
- 2022年7月 - 第26回参議院議員通常選挙において埼玉県選挙区から立候補し4選[5][6]。
- 2022年9月 - 党選挙対策委員長に就任[7]。
- 2024年9月 - 党幹事長に就任[8]。

## 政策

### 金融政策

#### 民主党政権における金融混乱への対応
2011年、民主党政権において、1ドル=76.26円まで超円高が進むなど、金融政策は混乱を極めた。これにより中小企業の多くが、デリバティブ取引において為替変動の損失を被った。2012年3月29日発行の公明新聞は、このデリバティブ取引は「多くの中小企業が取引先の金融機関から勧められて契約した」としている。金融庁の調査では、約1900社が総額1400億円の損失を被ったとされている。
西田は国会でこの問題を取り上げ、日経ビジネスの取材に対して「もともと為替デリバティブはこういうリスクが伴う」としたうえで、金融機関がこのようは商品を取引先に売りつけたことに対して「予想外の円高がなければ問題はなかったという論理は通じず、こういう商品を融資先に売る姿勢に問題があった」と指摘した。また先出の公明新聞のインタビューには「（専門性の高い商品を）本当に売っていい人に売っているのか、万が一の場合、大きな損失がでるかもしれないという説明義務をどこまで果たしているのか」と指摘し、「被害の実態を把握せよと強く迫った」としている。
この対応により、金融庁に為替デリバティブ専門小員会が設置され、対応が進んだ。公明新聞は関係者のインタビューで「公明党の提言によりフォロー体制に加速感がでてきた」として、被害者の声として「取引銀行との関係で泣き寝入りするところだった」「中小企業の声に出せない窮状を表に出してもらった」という声を紹介している。

#### NISA拡大
2022年11月、2023年度の税制改革をめぐって時事通信のインタビューに応じ、NISA（少額投資非課税制度）の拡充を通じて中間層を支援する必要があるとの考えを示した。また、同時に1億円を超える所得についての課税強化案を示している。NISA拡充に関して西田は「中間層への支援」としたうえで「NISAは長期分散投資ができる仕組みが良い」としている。

### 税制

#### 軽減税率
民主党政権で決定され、自公政権で実施された消費税10％への値上げについて、生活必需品は8％の据え置き（軽減税率）が適用された。この軽減税率は、当初「日本型軽減税率」としてマイナンバーカードによる本人確認をしたうえで、2％分を金融庁へ給付申請するという方式が採用されそうになったが、読売新聞のインタビューに対して、西田は「我々が訴えてきた軽減税率とは異質なもの」と反発し「軽減税率の発想ではない」として「政治の立場でしっかり議論していきたい」と述べている。西田は、「低所得者対策が不十分」「中小・零細企業の経理事務が重くなる」ことなどの理由から、自民・財務省の案に強く反発し、「財務省は『日本型軽減税率』と言うが、これは軽減税率もどきじゃないか」と財務省案に対して強く非難し、与党税制協議会は紛糾した。2015年9月11日開催の与党税率検討委員会は1時間40分にもおよぶ議論が行われたが、そのほとんどが西田から出たもので、最終的には与党として西田の推す案が採用された。これら交渉の結果、自民・財務省の案は採用されず、西田らの提案した、生活必需品の2％の軽減策が実現した。

#### 印紙税
紙の契約書などにかかる印紙税について抜本的な見直しを主張している。印紙税について「電子契約」では非課税とされているが紙の場合には契約ごとに課税されている現状を踏まえた上で、「旧態依然で、今の時代に即していない」と厳しい指摘をした上で単純な廃止ではないとし、「デジタル時代の印紙税がどうあるべきか議論する」としている。

#### 税制改正
金融所得税の強化について2022年末までの次回の税制改正議論で結論を出すことに意欲を示し、金融所得の大小に関わらず一律20％税制について「格差の固定を防ぐ」と語り、引上げの必要性を主張している。
令和4年度税制改正で、賃上げを行う企業を税優遇する「賃上げ税制」について、「企業が賃上げをするには原則、生産性を向上しないとできない」と指摘した上で、「賃上げと生産性向上という二兎を追う企業をより手厚く支援した方が永続性がある」とし、税優遇の条件に「一定以上の生産性向上につながる投資」を加え、制度設計を見直すと語っている。
2021年11月に開かれた党の税制調査会総会で、新型コロナウイルスの影響を受けた国民の生活、そして経済を立て直す為にも、経済状況の変化に目配りし、議論を進める考えを示した。また12月に自民党の税制調査会長と会談した際には、新型コロナウイルス対策として2021年度限定で導入された負担抑制の特例措置について、急激な負担を避けるべきだとし、激変緩和措置の導入などの負担軽減策を示している。
2022年度税制について、既存の企業とベンチャー企業の連携を後押しする「オープンイノベーション税制」や投資促進税制の延長への意欲を示し、要件を緩和し、使い勝手の良いものにする為の見直しに言及した。

#### インボイス制度
インボイス制度について2022年11月5日の日経新聞のインタビューにたいして「インボイス制度開始を控え、小規模事業者への税負担軽減を検討する」とした。西田はインボイス制度について「インボイスの円滑導入の要は免税事業者が課税転換できるかにかかっくる」としている。さらに「税負担がふえるという指摘に、そうならないとうどう環境をつくるか、予算でも税制でも考えなくてはいけない」と小規模事業者の負担減を検討することを明かした

#### 超富裕層への課税
西田は共同通信の取材に対して、高所得者への所得課税強化の検討を示した。西田は現在の制度は「明らかにバランスを欠いている」と指摘したうえで、年間10億円を超えるような超富裕層に対して増税する意向を示した

### ひとり親への支援
読売新聞経済部「インサイド財務省」によれば、寡婦控除について「自公両党が揉めた」としている。寡婦控除は「1951年、戦争で夫を亡くした女性の支援を目的に創設された」として「配偶者と死別」等が条件としている。読売新聞経済部は公明党を「福祉の党を自称」と評価した上で「未婚のひとり親世帯に寡婦控除の恩恵」を及ばせたいという意図があったとしている。これに対して「家族感が隔たる自民党」は「税制優遇が未婚で子供を産むことを助長しかねない」として、公明党案に反対した。この時の西田の動きを、インサイド財務省では「奇策に打って出た」と表現しているが「西田は自民党の交渉の経緯を報道陣に報道」したとしている。税調幹部が交渉内容を公開することは「ご法度」であるものの「世論に訴え」ることで、局面を変えようとしたと一定の評価している。公明党西田と、自民党宮沢の2名は一任をとりつけ「秘密裏に交渉を重ね」た結果、ひとり親への補助金である扶養手当の対象者のうち「年収204万円以下の人の住民税を非課税」にすることで調整が進んだ。しかし、西田は「住民税がよくてなぜ所得税はダメなんだ」と「徹底抗戦」し、「所得税を控除するかわりに低所得者に限って、19年度に17500円を給付」することで決着をした

### 経済政策
西田は、2022年2月1日発行の月刊第三文明において「日本経済再生のため、乗る超えるべき三つの課題」として「３つのC」を挙げている。３つのCとは「新型コロナウイルス感染症(COVIT-19)」と「原油価格(Crude Oil」「為替(Currency）」である。オミクロン株に関しては、感染力が高くても重症化リスクが低いのであれば「今後落ち着いてくる」としている。そのうえで「そうすると原油価格の上昇懸念が高まる」として「世界的な不況後の景気回復期には必ず原油や食料などの一次産品の価格が高騰する」と指摘している。さらに「一次産品は多くが輸入されている」としてきして「為替が大きく影響する」と警鐘を鳴らした。解決案として「輸入に頼らない強い経済」「生活を豊かにする楽しい経済」をあげており、その実現のために「アメリカ議会の予算局」を参考にした「立法府である議会に独立した将来推計機関」を作ることが重要だと説いている

#### 外国資本に対する評価
東洋経済新潮社に在籍中の1998年に出版された「人民元・日本浸食」において、外国資本による日本買収への警鐘を鳴らした。西田は「アジア」をその語源である「古代アッシリア語の「アッスー」あるいは古代アッカド語の＠アス」（中略）いずれにしても「太陽が昇る大地」」に例えて、「未曾有の混乱をすぎ、新しい「黎明」にむけ時を稼ぐ」と表現した。しかしそのアジアの中で、日本を「日本の金融機関による海外投資は、いつもその絶好のタイミングを逃している」と評し「反対に欧米や華僑マネーは逃げ足は速い」としている。日本がチャンスを逃す理由を、西田は、独立系外国人投資家の言葉として「稟議書を書いている間に、投資のタイミングを失っている」を紹介し、日本の組織体制の柔軟さのなさが、利益損失の原因だと指摘した。さらに、日本の成長鈍化の理由は「愚民教育」として、アメリカは「世界中から人材を集め、かつ育てている」と評価したうえで、日本に対しては「日本の繁栄を支えてきた「愚民教育」は、お上まかせの無責任な国民を大量に生み出してしまった」と批判している。
また、日本の構造的な問題（官僚支配など）を指摘した上で、中国（特に華僑）に対しては、アジアとの関係は「50年代から60年代にかけてはやや疎遠であった」とした上で、「70年代に入ると、中国は米国との関係改善へ動き、と同時に国連に加入」し、「さらに80年代になって中国は対外開放政策を本格化させるにしたがって、かつてのイデオロギーによる対立はほとんどなくなっていった」としている。また中国の国籍法改正により二重国籍がみとめられなくなったことで、華僑の現地帰化が進んだと指摘した。西田は華僑を「華僑マネーほどリスクに敏感なものはない」と評し「東南アジア各国」で「主要な流通や金融機関を牛耳」っているとしているが、一方で「しばしば起こる暴動のターゲットは富裕な華僑層」ともしている。これらの経験から「安全装置」として表に出ない投資がすすめられ「今や東南アジアの株式市場に注ぎ込まれる資金の半分以上は華僑マネーであるとさえいわれている」としている。
本著では華僑の投資手法を紹介した上で、アーノルド・トインビーの言葉である「歴史からの挑戦に対してどう応戦するか。ここに一国の興亡はかかっている」を紹介したうえで、日本を「応戦どころか、目下の課題を避けて通る「延命策」に終始」と批判したうえで、中国を「構造改革に「応戦」する中国」と評した。さらに「「まさか中国に呑み込まれるなんてーこれが多くの日本人に共通する本音」であるが「歴史からの挑戦にまじめに「応戦」しおなければ、「まさか」は眼前の現実となる」と結んでいる

### 新型コロナウイルス対策
新型コロナウイルスの感染拡大によって医療が逼迫したことについて、参議院予算委員会で、厚生労働省や自治体、そして医師会や官公労などで「医療体制改革国民会議」のような場を作り、国を挙げて医療資源の最適分配を検討すべきだと主張した。また新型コロナウイルスのワクチン接種についても、接種会場に出向くことが前提になっていると指摘し、「移動が困難な人、高齢者や障がい者については、ヘルパーと連携して接種施設に案内したり、施設での接種なども重要」と訴えた。
新型コロナウイルスのワクチン確保について、国会で、公明党議員の質問に対して政府が予備費活用を明言したことに触れ、「公明党の国会質問がなければ、ワクチン確保は、もっと遅れていた可能性があった。」と指摘している。
2022年2月の予算委員会で質問に立った際、新型コロナウイルスで困っている人が円滑に解決策に辿りつけるようなワンストップの情報提供の仕組みの検討を訴えた。
新型コロナウイルスの国産ワクチンについて、製薬会社が治験の協力者を国内で集めるのに苦労し、海外での治験が必要になったことに触れ、国の制度は国内での治験のみを支援していると指摘し、海外での治験についても積極的に支援していくべきと主張している。また国内で質の高い治験が行える環境を作ることが必要とも訴えている。
新型コロナウイルス関連の補助金について、申請書を提出しても、不備を出す度に指摘される不備ループの問題について経済産業大臣に改善を求めている。

#### 日本版CDCの提案
西田は、2020年3月3日の参議院予算委員会で答弁に立ち日本版のCDC（米国政府における疾病対策センター）の創設について「人類は数年の一度の割合でウイルスの攻撃に遭遇している」「この数年に1度のウイルス感染症拡大に対して、万全な施策を準備しなくてはならない」「感染症対策の抜本的な拡充強化が必要」と質問をした。この質問に対して安倍総理大臣（当時）は「米国の疾病対策センターのy法な組織を念頭に、組織を強化していくことは重要な視点だ」と回答し、今後の体制整備に対して前向き可視性を示した。これをうけて政府は3月14日に日本版CDCを創設。感染研究所などを統合し、コロナ対策の強化を図った。

### 賃上げ
2016年10月、参議院予算委員会の質問に立ち、中間層の所得底上げには中小企業の賃上げが重要であることを指摘し、政府賃上げを後押しする支援策の拡充を求めた。この指摘を受け、当時の塩崎厚生労働相は、「中小企業の賃上げを後押しするキャリアアップ助成金は、従来は2％以上の賃上げが対象だったが、3％以上の賃上げを行った場合、さらに新たな加算を行う。」と応じ、中小企業の賃上げへの認識を示した。
2022年10月の読売新聞のインタビューでは「世帯収入を増やすため、いわゆる『130万円の壁』や『103万円の壁』をなんとかしなくてはいけない」と述べている。西田は解決策として『保険料の個人負担分を所得税や住民税で還付することを検討してはどうか』と提案している。
2022年２月、予算委員会の質問に立ち、物価上昇に伴い、中間層以下の生活が苦しくなっていると指摘し、企業が生産性上昇に見合った賃上げをやっていくことが必要との考えを示し、大企業の情報開示に盛り込むべきと主張した。これに対し岸田総理は、「賃上げや価格転嫁などの取り組みが評価されるように、非財政情報の開示ルールもしっかりと整備し、見える化を図ることは重要」と答弁した。
2022年度の税制改正について言及した際、転職を通じてスキルアップを目指す従業員に対しての税制面での支援について「必要」なことであるとし、企業の取り組みを促進するような制度について政府に具体的な検討をするよう要請した。
2022年2月の参議院予算委員会において、ウクライナ情勢に伴う物価高騰について、生活が苦しくなることを避けなければならないと指摘し、「企業が、輸入価格が上がっている、それを価格に転嫁をし、そして転嫁ができなければ収益が圧迫されますので、賃上げ余力も出ません。何とかその企業が新たな価格体系に移行をしつつも、これまでの生産性上昇に見合った賃上げというものを是非ともやっていく必要がある」と強調し、賃上げの必要性を訴えている。
2023年3月、自動車関連団体から、中古車・自動車修理業界における賃上げの課題等について意見交換を実施し、団体側からは単価の引き上げなどの更なる支援を求める要望が出され、「現場の声を受け止め、取り組んでいく」と応じた。

### 外交・防衛

#### 台湾問題
台湾問題に関して西田は「軍事的緊張が高まった際、外交での平和裏に問題を解決するための常設の安全保障協力機構が必要」と主張している。機構に関して「大使級の代表が定期的に顔を合わせ、信頼を熟成することが大切」としている

#### 防衛費
防衛費増税への財源に関して、朝日新聞のインタビューに対して「防衛費だけ『聖域』で純増になる、という話ではない」としたうえで、税制調査会で議論したうえで「ある程度、方向性は出さないといけない」と指摘した。岸田総理の防衛力強化については「具体的に（中身・予算・財源を）示さないと一体で議論したことにはならない。先送りは許されない」としている。防衛費に関しては「防衛は国民全員が受益者」としたうえで「特定に人だけに負担させるのはおかしい」と指摘している。

### 脱酸素施策
2022年12月19日の公明新聞のインタビューで「日本社会を取り巻く閉塞感を打破」すべきという見解を示した。打破のため脱炭素を脱格差が重要としている。脱炭素に関しては自動車重量税のエコカー減税について「半導体不足で納期が遅れている」ため「23年度末まで据え置く」としたうえで「24年1月からは燃費基準の達成度を段階的に引き上げ」ることで電気自動車の普及を促進するとしている。

### その他
- 選択的夫婦別姓制度導入にどちらかといえば賛成[37]。第189回国会では選択的夫婦別姓制度導入の民法改正に関する請願を提出している[38]。
- 与党歳費法に関する検討プロジェクトチームで共同座長を務めた。取りまとめた骨子案では、当選無効になった国会議員に対して歳費と文書通信交通滞在費の４割と期末手当の全額を返納することを義務化した。この骨子案を策定するにあたって、公明党の案をベースに議論を積み重ねた[39]。
- 公明党が提案してきた「全国11ブロック別の大選挙区制」を導入する公職選挙法改正案について、「2015年改正の公選法付則に、「1票の格差」是正へ19年参院選までに選挙制度の抜本改革で結論を得ると明記されたこと」に触れ、合意形成に向けた議論を進めていきたいと語った[40]。
- 党の参院会長に就任し、自民党の参院幹部と懇談した際に「自公連立政権合意に盛り込んだ政策実現に向け連携していきたい」と政策の実現への意気込みを語っている[41]。
- 「子ども食堂」などの子どもの居場所を確保する対策は各省庁、自治体が展開していたが、全体像が分かりにくかった。この点について参議院内閣委員会で、少子化担当相に使いやすくするように要請した。その要請の結果、内閣府が、事業に活用できる国や自治体の補助金等の支援策の一覧をホームページに掲載することに繋がった[42]。

## エピソード

### 人物評
政治評論家森田実は、西田のことを「99％以上を占める中小企業で働く人のために命がけで戦う」政治家だとして「本当に貴重な政治家」と評した。森田は西田との出会いを、西田が「東洋経済の編集者時代」とした上で「非常に優秀で、様々な分野について理解が深く、むしろわたしが教えられた」と賛美した。さらに西田の国会質問に対して「中小・小規模企業を非常に重視」しており、地方経済に対して「何とかしなくてはならないという気持ちを持っている」としている。そのうえで「西田さんは経済のプロであり、専門家中の専門家です」と表現している。
国会内の合意形成についても大きな役割を果たしていると評価されており、参院議員の歳費を自主返納する法律、預金者保護法、改正被災生活支援法、東日本大震災の二重ローン救済法など8本の議員立法を主導した。

## 主な所属議員連盟
- 釣魚議員連盟
- 建設現場における墜落災害撲滅・安全足場設置推進議員連盟
- 東アジア・アセアン経済研究センターを支援する議員連盟
- 日中友好議員連盟
- 日中友好文化交流促進日本委員会
- 北京オリンピックを支援する議員の会
- 日韓議員連盟
- 子どもの来来を考える議員連盟
- 宝塚を応援する参議院議員の会
- 図書議員連盟
- 参議院日本ブルガリア友好議員連盟
- 国際母子栄養改善議員連盟
- 世界連邦日本国会委員会
- 成育基本法推進議員連盟
- 資源リサイクル推進議員連盟
- 日本・モロッコ友好議員連盟
- 演歌・歌謡曲を応援する国会議員の会
- 超党派 スカイスポーツ推進議員連盟
- つくばエクスプレス利用・建設促進議員連盟
- 新しい難病対策の推進を目指す超党派国会議員連盟
- スポーツ議員連盟
- 日本語と日本文化普及推進議員連盟
- 多重債務問題対策議員連盟
- LRT推進議員連盟
- ドクターへリ推進議員連盟
- 海事振興連盟
- 日本国際ダンス連盟を応援する議員連盟
- 日本の節句文化を継承する議員連盟
- レッカー事業推進議員連盟
- 自転車活用推進議員連盟
- 参議院ASEAN議員交流推進議員連盟
- 運転従事者の脳MRI検診推進議員連盟
- 安全な自動車の車体を確保する議員連盟

## 現在の役職

### 参議院
- 総務委員会委員
- 国家基本政策委員会委員

### 公明党
- 幹事長
- 財務委員長
- 常任役員
- 埼玉県本部代表

## 過去の役職

### 参議院
- 行政監視委員会委員
- 憲法審査会幹事
- 財政金融委員会委員
- 決算委員会委員

### 公明党
- 参議院会長
- 選挙対策委員長
- 税制調査会会長[45]
- 憲法調査会副会長
- 関東方面本部長
- 選挙対策委員長
- 副幹事長
- 団体局長
- 参院国会対策委員長
- 参院国会対策副委員長
- 税制調査会事務局長
- 青年局次長
- 広報委員長
- NPO局次長
- 財政金融部会長
- 経済政策研究会事務局長
- 埼玉県本部幹事長

## 選挙歴
| 当落 | 選挙                     | 執行日         | 年齢 | 選挙区       | 政党   | 得票数     | 得票率 | 定数 | 得票順位 /候補者数 | 政党内比例順位 /政党当選者数 |
| ---- | ------------------------ | -------------- | ---- | ------------ | ------ | ---------- | ------ | ---- | ------------------ | ---------------------------- |
| 当   | 第20回参議院議員通常選挙 | 2004年07月11日 | 41   | 埼玉県選挙区 | 公明党 | 53万9417票 | 18.61% | 3    | 3/6                | /                            |
| 当   | 第22回参議院議員通常選挙 | 2010年07月11日 | 47   | 埼玉県選挙区 | 公明党 | 59万4678票 | 18.70% | 3    | 2/10               | /                            |
| 当   | 第24回参議院議員通常選挙 | 2016年07月10日 | 53   | 埼玉県選挙区 | 公明党 | 64万2597票 | 20.87% | 3    | 3/7                | /                            |
| 当   | 第26回参議院議員通常選挙 | 2022年07月10日 | 59   | 埼玉県選挙区 | 公明党 | 47万6642票 | 15.78% | 4    | 3/15               | /                            |